# Volta a Portugal de 2001
A 63ª edição da Volta a Portugal em Bicicleta decorreu entre os dias 2 e 15 de Agosto de 2001. Foram percorridos 2034,5 km.

## Equipas
Participaram 156 ciclistas de 16 equipas:
- Porta da Ravessa
- Gresco-Tavira
- Fassa Bortolo
- Jazztel-Costa de Almeria
- Carvalhelhos-Boavista
- Milaneza-MSS
- Barbot-Torrié Cafés-Gondomar
- Saeco-Cannondale
- Kelme-Costa Blanca
- Cantanhede-Marquês de Marialva
- Jodofer-Abóboda
- Euskaltel-Euskadi
- Festina
- iBanesto.com
- Lampre-Daikin
- Paredes Rota dos Móveis-Tintas VIP
- LA Aluminios-Pecol-Calbrita
- ONCE-Eroski

## Etapas
| Detalhe   | Data         | Cidades da etapa                      | km         | Vencedor da etapa             | Líder da classificação geral  |
| 1ª etapa  | 2 de Agosto  | Torres Vedras-Odivelas                | 183,1      | Constantino Zaballa · Espanha | Constantino Zaballa · Espanha |
| 2ª etapa  | 3 de Agosto  | Seixal-Santiago do Cacém              | 163        | Angel Edo · Espanha           | Constantino Zaballa · Espanha |
| 3ª etapa  | 4 de Agosto  | Santiago do Cacém-Loulé               | 160,8      | Salvatore Commesso · Itália   | Constantino Zaballa · Espanha |
| 4ª etapa  | 5 de Agosto  | Loulé-Tavira                          | 38,5 (CRE) | iBanesto.com · Espanha        | Angel Edo · Espanha           |
| 5ª etapa  | 6 de Agosto  | Tavira-Évora                          | 222,7      | Pedro Martins · Portugal      | Pedro Martins · Portugal      |
| 6ª etapa  | 7 de Agosto  | Reguengos de Monsaraz-Cabeço do Mouro | 158,5      | Andrei Zintchenko · Rússia    | Andrei Zintchenko · Rússia    |
| 7ª etapa  | 8 de Agosto  | Portalegre-Torre                      | 166        | Santiago Perez · Espanha      | Juan Miguel Mercado · Espanha |
| 8ª etapa  | 9 de Agosto  | Manteigas-Piornos                     | 22,5 (CRI) | Fabian Jeker · Suíça          | Fabian Jeker · Suíça          |
| 9ª etapa  | 10 de Agosto | Celorico da Beira-Águeda              | 192,4      | Salvatore Commesso · Itália   | Fabian Jeker · Suíça          |
| 10ª etapa | 11 de Agosto | Águeda-Vila Real                      | 189,6      | Juan Carlos Vicario · Espanha | Fabian Jeker · Suíça          |
| 11ª etapa | 12 de Agosto | Vila Real-Alto da Senhora da Graça    | 136,6      | Jose Luis Rebollo · Espanha   | Fabian Jeker · Suíça          |
| 12ª etapa | 13 de Agosto | Mondim de Basto-Fafe                  | 189,2      | Unai Yus · Espanha            | Fabian Jeker · Suíça          |
| 13ª etapa | 14 de Agosto | Fafe-Lordelo                          | 171,3      | Juan Carlos Vicario · Espanha | Fabian Jeker · Suíça          |
| 14ª etapa | 15 de Agosto | Maia-Maia                             | 26,4 (CRI) | Fabian Jeker · Suíça          | Fabian Jeker · Suíça          |

## Classificação Final
| Lugar | Nome                | Nacionalidade | Equipa                                  | Tempo     |
| 01.   | Fabian Jeker        | Suíça         | Milaneza-Maia-MSS                       | 50h51m58s |
| 02.   | Andrei Zintchenko   | Rússia        | L.A. Alumínios-Pecol-Águias de Alpiarça | a 1m40s   |
| 03.   | Juan Miguel Mercado | Espanha       | iBanesto.com                            | a 2m43s   |
| 04.   | Vítor Gamito        | Portugal      | Porta da Ravessa                        | a 3m16s   |
| 05.   | Joaquim Gomes       | Portugal      | Carvalhelhos-Boavista                   | a 4m15s   |
| 06.   | Rui Sousa           | Portugal      | Porta da Ravessa                        | a 5m32s   |
| 07.   | Nuno Alves          | Portugal      | Porta da Ravessa                        | a 6m06s   |
| 08.   | Claus Moller        | Dinamarca     | Milaneza-Maia-MSS                       | a 6h17s   |
| 09.   | Orlando Rodrigues   | Portugal      | L.A. Alumínios-Pecol-Águias de Alpiarça | a 7m37s   |
| 10.   | Youri Sourkov       | Moldávia      | L.A. Alumínios-Pecol-Águias de Alpiarça | a 8m40s   |

## Outras classificações
Pontos (camisola verde): Salvatore Commesso - Saeco-Cannondale
Montanha (camisola azul): Pedro Martins - Gresco-Tavira
Juventude (camisola laranja): Juan Miguel Mercado - iBanesto.com
Metas Volantes (camisola branca): Pedro Martins  - Gresco-Tavira
Geral Equipas: Porta da Ravessa